# Michigan Stadium
Il Michigan Stadium è un impianto sportivo statunitense situato nella città di Ann Arbor (Michigan) e inaugurato il 1º ottobre 1927; è la casa dei Michigan Wolverines, la squadra di football collegiale della Michigan University.
Con una capacità totale di 109 900 spettatori, è lo stadio più grande degli Stati Uniti d'America ed il terzo più grande al mondo dopo il Rungrado May Day Stadium e il Narendra Modi Stadium.